# 구라마데라

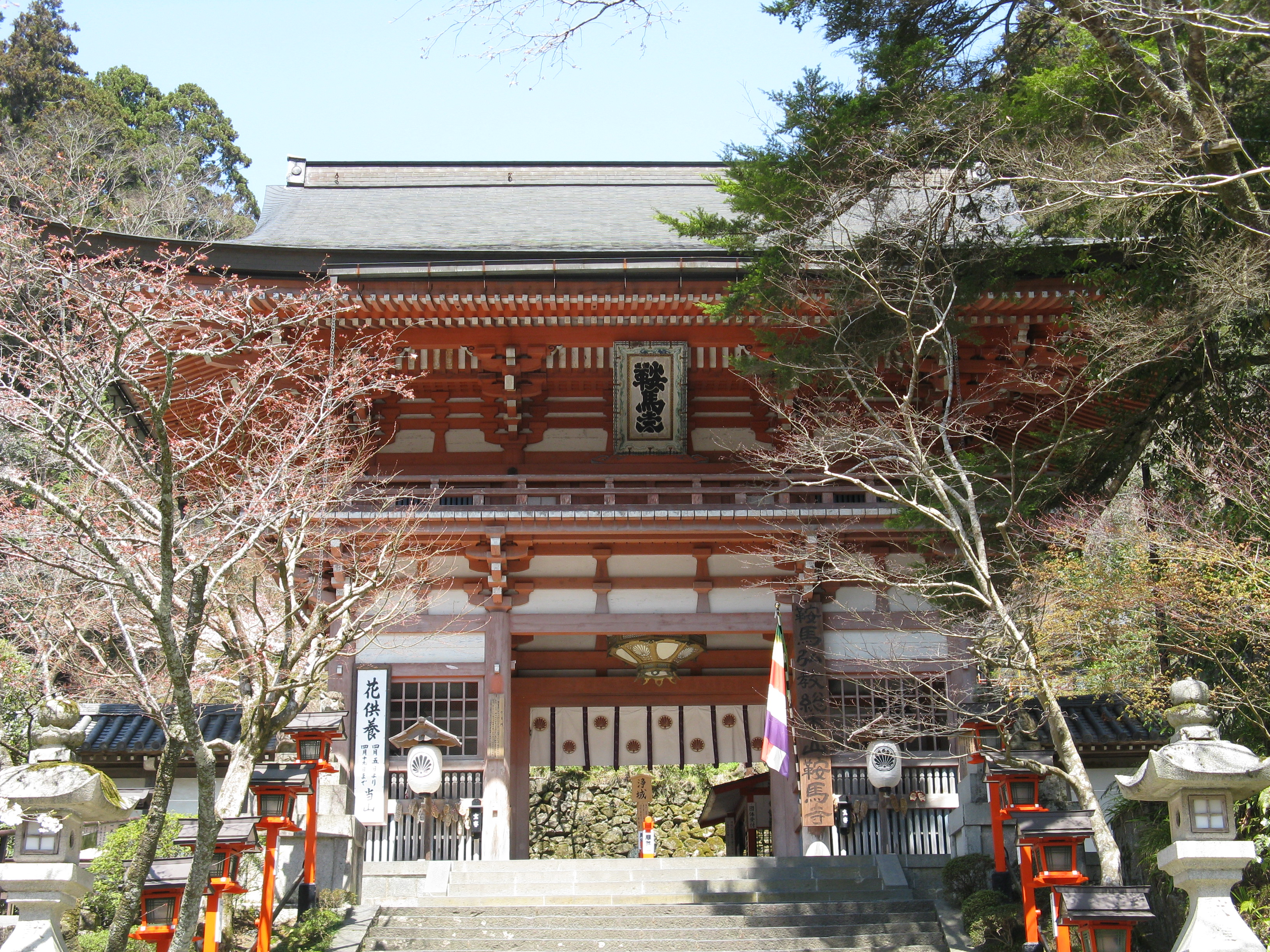

구라마데라(일본어: 鞍馬寺 안마사[*])는 일본 교토부 교토시 사쿄구 구라마 본정에 있는 불교 사원이다. 산호(山號)는 구라마 산(鞍馬山)이다.
종파는 원래 천태종에 속해 있었으나, 1949년 이후 독립하여 구라마 홍교(鞍馬弘教)의 총본산이 되었다. 개창자는 감진의 고제(高弟) 간테이(鑑禎)로 알려져 있다. 본존불은 존천(尊天)으로 불리는데, 이는 비사문천왕, 천수관세음보살, 호법마왕존의 삼신일체를 가리킨다. 이 절은 미나모토노 요시쓰네가 수행을 하던 곳으로 유명하며, 오사라기 지로의 『구라마텐구(鞍馬天狗)』로도 알려져 있다.